# Alzina Stevens
Pour les articles homonymes, voir Stevens.
Alzina Stevens est une dirigeante syndicale américaine, réformatrice sociale et rédactrice en chef, active à la Hull House. Elle est une des femmes représentatives de l'ordre des Chevaliers du travail, ardente promotrice du droit de vote des femmes. Elle fait partie de la rédaction du Toledo Bee et est copropriétaire et rédactrice en chef du VanGuard, un organe du Parti populiste. Bien que son mariage avec Mr. Stevens en 1876 ou 1877, se soit terminé peu de temps après, elle garde le nom de son mari.

## Petite enfance et éducation
Alzina Ann Parsons est née à Parsonfield dans le Maine, le 27 mai 1849, fille d'Enoch Parsons et Louise Page. Son père est soldat dans la Guerre anglo-américaine de 1812, et ses deux frères servent pendant la guerre de Sécession dans le 7e régiment d'Infanterie volontaire du New Hampshire. Son grand-père est le colonel Thomas Parsons, qui commande un régiment du Massachusetts dans l'armée continentale pendant la guerre d'indépendance américaine.
À l'âge de 13 ans, elle commence à gagner sa vie comme tisserande dans une usine de coton, où elle perd son index droit dans un accident. Elle voit son doigt manquant comme un rappel constant de la nécessité d'améliorer les conditions de travail et de réglementer le travail des enfants. Elle suit ses études secondaires dans un établissement de Somersworth, dans le New Hampshire.

## Carrière
En 1867, Stevens s'installe à Chicago et trouve du travail dans l'imprimerie, en tant que typographe, compositrice, correctrice, correspondante, journaliste. Stevens est active dans les syndicats, notamment en tant que l'une  des dirigeantes de Knight of Labours à Chicago. En 1877, elle organise l'Union des femmes ouvrières,n°1 de Chicago est sa première présidente. Quittant cette ville pour Toledo,Ohio elle s'y lance dans le mouvement et est bientôt l'une des forces dirigeantes des Chevaliers du Travail. Elle joue un rôle déterminant dans l'organisation d'une société de femmes, l'Assemblée Jeanne d'Arc du travail et est son premier maître ouvrier et une déléguée de ce corps à l'assemblée du district.